# Аманвије
Аманвије (фр. Amanvillers) насеље је и општина у североисточној Француској у региону Лорена, у департману Мозел која припада префектури Мец Кампањ.
По подацима из 2011. године у општини је живело 2.179 становника, а густина насељености је износила 223,26 становника/km². Општина се простире на површини од 9,76 km². Налази се на средњој надморској висини од 325 метара (максималној 362 m, а минималној 245 m).

## Демографија
| 1962. | 1968. | 1975. | 1982. | 1990. | 1999. | 2011. |
| ----- | ----- | ----- | ----- | ----- | ----- | ----- |
| 846   | 1.043 | 1.235 | 1.456 | 1.784 | 1.934 | 2.179 |

График промене броја становника у току последњих година